# クリストファー・トリメル
クリストファー・トリメル（Christopher Trimmel  ,  1987年2月24日 - ）は、オーストリア・ブルゲンラント州オーバーブレンドルフ出身のプロサッカー選手。ドイツ・ブンデスリーガの1.FCウニオン・ベルリンに所属している。ポジションはDF。

## 来歴
2007-08シーズンに地域リーグのASKホーリチョンでプロデビューし、翌2008-09シーズンに強豪SKラピード・ウィーンに移籍。以降チームの主力選手として活躍。
2014年2月、1.FCウニオン・ベルリンに移籍。2部リーグでのプレーながらすぐに中心選手となる。2017年夏にはシャルケ04から内田篤人が加入したものの、内田とのポジション争いに勝利し、内田は2018年1月に古巣への復帰を余儀なくされた。以降はチームキャプテンも務め、2018-19シーズンは2部リーグで3位に入り、VfBシュトゥットガルトとの入れ替えプレーオフに勝利。チーム史上初のブンデスリーガ昇格に導いた。

## オーストリア代表
2009年8月5日のカメルーン戦で、オーストリア代表戦発表出場を果たした。